# مواد ذاتية الإصلاح
المواد الذاتية الإصلاح هي نوع من المواد الذكية لديها قدرة بنائية مدمجة على إصلاح الأضرار الناتجة عن الاستخدام الميكانيكي بمرور الوقت. وقد تم استلهام هذه الفكرة من الأنظمة البيولوجية التي لديها القدرة على الالتئام بعد الجروح. فقد تبين أنه عند بدء ظهور شروخ وغيرها من أنواع الأضرار الأخرى على المستوى المجهري، تحدث تغيرات في الخصائص الحرارية الكهربية والصوتية وتؤدي في النهاية إلى انهيار المادة بالكامل. في المعتاد، يتم إصلاح الشروخ يدويًا وهذا أمر صعب لأنه غالبًا ما يكون من الصعوبة بمكان اكتشافها، كما أن المواد (البوليمرات وخزف إلخ.) التي يمكنها القيام بإصلاح التلف الناتج عن الاستخدام الطبيعي ذاتيًا تساعد في تخفيض تكلفة عدد من العمليات الصناعية المختلفة من خلال زيادة العمر الافتراضي لها والحد من عدم الكفاءة الناتج عن عوامل التعرية فضلا عن عدم وجود تكلفة لفشل المواد. ولوصف مادة ما بأنها تتسم بالإصلاح الذاتي، من الضروري أن تحدث عملية الإصلاح دون تدخل الإنسان. وتتضمن بعض الأمثلة أدناه بوليمرات الالتئام التي لا تتسم بأنها ذاتية الإصلاح.

## انهيار البوليمرات
من المنظور الجزيئي، تخضع البوليمرات العادية لضغط ميكانيكي على الرغم من تكون روابط السيجما. وفي حين أنه يمكن إنتاج البوليمرات الجديدة بوسائل أخرى، فإنه عادة ما يتم إنتاج البوليمرات التقليدية من خلال انشطار الرابطة المتجانسة أو غير المتجانسة. وتتضمن العوامل التي تحدد طريقة تكوين البوليمرات: نوع الضغط والخصائص الكيميائية الكامنة بالبوليمرات ومستوى ونوع التذاوب ودرجة الحرارة.
ومن المنظور الجزيئي، يؤدي الضغط الناتج عن حدوث أضرار إلى زيادة نطاق الضرر ويطلق عليه شروخ دقيقة. ويتكون الشرخ الدقيق عند حدوث أضرار بسلاسل البوليمرات المجاورة والمتجاورة مما يؤدي إلى إضعاف النسيج ككل.

### انشطار الرابطة المتجانس

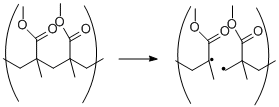
المخطط 1. الانشطار المتجانس للبولي(ميثيل ميتاكريليت) (PMMA).

لوحظ أن البوليمرات التي تتعرض لانشطار متجانس من خلال استخدام تقارير الجذر مثل (ثنائي الدايفنينل - أحادي بايكرايهيدرازيل (DPPH) وبنتاميثيل نيتروسوبينزين (PMNB). عند الانشطار المتجانس للرابطة يتكون جذران يمكن أن يتحدا لإصلاح الضرر أو يمكنهما بدء انشطارات متجانسة أخرى والتي يمكن بالتالي أن تؤدي إلى المزيد من الضرر.

### انشطار الرابطة غير المتجانس

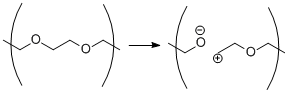
المخطط 2. الانشطار غير المتجانس لجزيء البولي ايثيلين جلايكول.

لوحظ أيضًا أن البوليمرات تتعرض لانشطار غير متجانس للروابط من خلال إجراء تجارب باستخدام النظائر المشعة. عند الانشطار غير المتجانس للرابطة، يتكون نوعان كاتيونية وأيونية والتي يمكن بالتالي أن تتحد لإصلاح الضرر ويمكن إطفاؤها بواسطة المذيب أو تتفاعل مع البوليمرات القريبة بطريقة هدمية.

### انشطار الرابطة العكسي
هناك بوليمرات معينة تتكون بالضغط الميكانيكي بطريقة نموذجية عكسية. وتتعرض البوليمرات التي تعتمد على قاعدة ديلز ألدر لعملية إضافة حلقية, عكسية حيث ينقسم الضغط الميكانيكي إلى روابط سيجما في تفاعل رجعي لبوليمرات ديلز ألدر. وينتج عن هذا الضغط إلكترونات إضافية ذات روابط مزدوجة أو الجذور التي تحمل شحنات.